# O poveste încâlcită
O poveste încâlcită este un film de animație din 2010, produs de Walt Disney Animation Studios și lansat de Walt Disney Pictures, fiind al 50-lea film de animație Disney, bazat pe basmul german Rapunzel scris de Frații Grimm. 
Înainte de lansarea filmului, titlul său a fost schimbat din Rapunzel în Tangled, pentru a marca filmul ca neutru din punct de vedere al genului. Tangled a petrecut șase ani în producție la un cost de 260 de milioane de dolari, ceea ce îl face cel mai scump film de animație realizat vreodată și unul dintre cele mai scumpe filme din toate timpurile, în special datorită provocărilor întâmpinate privind randarea realistă a părului lui Rapunzel . Filmul a folosit un stil artistic unic prin combinarea caracteristicilor imaginilor generate de computer (CGI) și a animației tradiționale, utilizând în același timp redarea non-fotorealistă pentru a crea impresia unei picturi. Compozitorul Alan Menken, care a lucrat la piesele anterioare de animație Disney, a revenit pentru a compune pentru Tangled.
Filmul a fost distins cu 10 premii , fiind nominalizat la Oscar și Globul de Aur și câștigând Premiul Grammy pentru cea mai bună melodie "I See the Light". Premiera românească a avut loc pe 7 ianuarie 2011 în 3D.
În 2017, a fost lansată o continuare: O poveste încâlcită Serialul, al acelorași regizori. În română vocile aparțin: Luminiței Anghel, lui Jorge, Alinei Chinie şi Simonei Nae.

## Prezentare

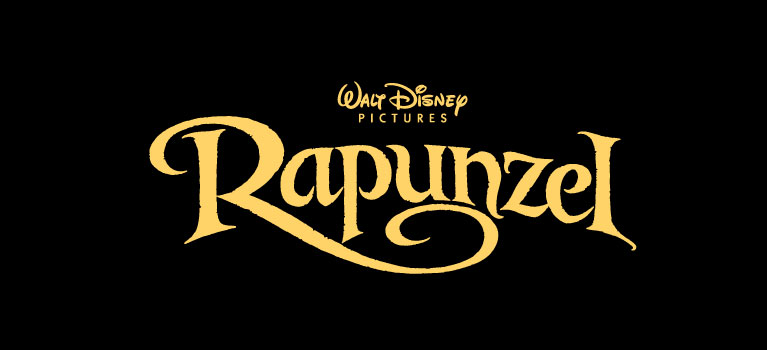
Logo-ul anterior Rapunzel, înainte de a fi modificat în Tangled

Când cel mai căutat bandit al regatului Corona, Flynn Rider, se ascunde într-un turn misterios, este luat ostatic de Rapunzel, o frumoasă captivă acolo, cu părul de aur, lung și cu puteri magice. Rapunzel, care caută biletul de ieșire din turnul unde a fost ferecată timp de 18 ani, face o înțelegere cu șarmantul hoț și pun amândoi la cale un plan de evadare, alături de un cal isteț pe nume Maximus, și un cameleon protector al fetei pe nume Pascal, permanent însoțiți de o gașcă de tâlhari.

## Producție
Conceptul unui film de animație, bazat pe basmul german „Rapunzel” de Frații Grimm, a provenit de la animatorul Disney, Glen Keane, în 1996. În 2001, Keane a pus la cale ideea directorului general de atunci, Michael Eisner, care a aprobat-o, dar a solicitat ca filmul să fie animat pe computer. Cu toate acestea, Keane a ezitat, deoarece a considerat că animația pe computer nu este la fel de fluidă sau organică, cum este o animație tradițională. În octombrie 2003, filmul a fost anunțat ca Rapunzel Unbraided, ca un film de animație 3D pe computer programat pentru o lansare din 2007, pe care Keane a descris-o drept „o versiune a filmului asemănătoare cu Shrek”, dar care s-a rotit în jurul unui concept cu totul diferit. Keane spunea despre plotul inițial: "A fost o versiune distractivă, minunată, plină de spirit și am avut câteva scriitoare grozave. Dar, în sufletul meu, am crezut că există ceva mult mai sincer și mai autentic de ieșit din poveste, deci am dat-o deoparte și ne-am întors la rădăcinile basmului original. "
În noiembrie 2005, Unbraided a fost decalată pentru vara anului 2009 pentru a-i oferi lui Keane „mai mult timp pentru a lucra la poveste”. Potrivit lui Ed Catmull, la un moment dat, Eisner însuși și-a propus să folosească modernul San Francisco ca scenă inițială la începutul filmului și apoi să transporte cumva eroina într-o lume de basm, dar Keane nu a fost de acord cu ideea. Filmul a fost închis cu aproximativ o săptămână înainte ca Catmull și John Lasseter să fie puși la conducerea studioului în ianuarie 2006, iar una dintre primele lor decizii a fost de a reporni proiectul și de a cere lui Keane să continue cu filmul. Inițial a fost anunțat în aprilie 2007 că animatorul și artistul de poveste, Dean Wellins, va fi regizorul filmului alături de Glen Keane. Pe 9 octombrie 2008, a fost raportat că Keane și Wellins au renunțat la funcția de regie din cauza altor angajamente și au fost înlocuiți de echipa lui Byron Howard și Nathan Greno, director și storyboard, respectiv, a filmului animat Disney din 2008 Bolt. Keane a rămas ca producător executiv și supervizor de animație, în timp ce Wellins a continuat să dezvolte alte scurtmetraje și lungmetraje. După lansarea filmului, Keane a dezvăluit că a „făcut un pas înapoi” din rolul regizorului din cauza unui atac de cord în 2008.
Pe fondul încasărilor slabe ale filmului ,,Prințesa și Broscoiul''  Disney anunța în 2010 că Tangled este ,,ultimul film de animație cu prințese'', și compania decide ca de acum încolo să ,,privească în viitor, la alte teme, mai actuale''. Succesul filmului i-a făcut ulterior să se răzgândească. 

## Recepție

### Box office
Tangled a avut în weekend-ul de deschidere la nivel mondial încasări de 86,1 milioane de dolari și a ajuns în vârful box office-ului mondial o dată, în al unsprezecelea weekend (4-6 februarie 2011), cu 24,9 milioane de dolari. Filmul a câștigat 200,821,936 USD în America de Nord și 391,639,796 USD în alte țări, pentru un total la nivel mondial de 592,461,732 USD . Este al patrulea film de animație cu cele mai mari încasări din franciza Disney Prințese după Frozen 2, Frozen și Moana. Până la lansarea lui Frozen a fost filmul original Disney Princess cu cele mai mari încasări al studioului și al doilea după Regele Leu, Rapunzel fiind prima prințesă animată pe computer iar Tangled al treilea lungmetraj animat CGI realizat de Walt Disney Pictures, după Puiu' mic și Bolt. 

### Media acasă
Tangled a fost lansat de Walt Disney Studios Home Entertainment ca pachet combinat cu patru discuri pe 29 martie 2011. Pachetul combinat include un Blu-ray 3D, Blu-ray standard, DVD și o copie digitală. Un pachet combinat Blu-ray/DVD cu două discuri și un singur DVD sunt, de asemenea, disponibile. Caracteristicile bonus pentru Blu-ray includ scene șterse, două secvențe de deschidere alternative, două melodii extinse și o privire asupra modului în care a fost realizat filmul. 
Vânzările Tangled în SUA și Canada au depășit 95 de milioane de dolari pe DVD și Blu-ray, fiind DVD-ul cu cea mai mare încasare din anul 2011, vânzările sale depășind câștigurile filmului din prima săptămână în cinematografe. Filmul a stabilit un record de 2,970,052 de unități (echivalentul a 44,521,079 dolari) în prima săptămână din America de Nord, cea mai mare deschidere pentru un DVD din 2011. A dominat timp de două săptămâni pe graficul de vânzări DVD și a vândut 6,657,331 unități (102,154,692 dolari) începând cu 18 iulie 2012. De asemenea, s-au vândut 2,518,522 unități Blu-ray (59.220.275 dolari) până pe 29 mai 2011.
Începând cu Ianuarie 2020, filmul a câștigat în total 233,977,024 dolari în vânzări de videoclipuri la domiciliu doar în Statele Unite și Canada (168,313,332 dolari din vânzările de DVD-uri și 65,663,692 dolari din vânzările de Blu-ray) . Tangled a fost re-lansat pe 4K Ultra HD Blu-ray pe 5 Decembrie 2019 .
Filmul este disponibil pe platformele de streaming online Disney+, Netflix, HBO GO și Amazon. 

## Muzical
O adaptare scenică intitulată Tangled: The Musical a avut premiera la bordul Disney Magic al Disney Cruise Line în Noiembrie 2015, cu trei noi piese scrise de Alan Menken și Glenn Slater.

## Joc video
Un joc video bazat pe film a fost lansat pe 23 Noiembrie 2010, pentru platformele Nintendo DS, Wii și PC de Disney Interactive Studios. 
O lume bazată pe film, Kingdom of Corona, apare în Kingdom Hearts III, lansat pe 29 Ianuarie 2019 (SUA) pentru PlayStation 4 și Xbox One. Jocul are loc în timpul evenimentelor filmului. 

## Film live-action
În Mai 2020, Hannah Shaw-Williams de la Screen Rant a întrebat dacă succesul filmului va duce la o continuare (în afară de scurtmetrajul Tangled Ever After), aflând că nu se cunoaște această posibilitate, dar că Disney are oficial în dezvoltare „o peliculă live-action Tangled” și că va dura câțiva ani pentru ca acest film să ajungă în cinematografe. 